# 1905 في إسبانيا
فيما يلي قوائم الأحداث التي وقعت خلال عام 1905 في إسبانيا.

## أحداث
- 10 سبتمبر – الانتخابات الإسبانية العامة 1905

## سياسة

### تعيين في المنصب
- 1 يناير – بابلو إيغليسياس councilor of the Madrid City Council  [لغات أخرى]‏.
- 27 يناير – رايموندو فرنانديز فيلافيردي President of the Council of Ministers ‏.
- 23 يونيو – ألفارو دي فيجويرا وتورس ،Minister of Development of Spain  [لغات أخرى]‏،ministro de Gobernación  [لغات أخرى]‏.
- 1 ديسمبر – سيجسموندو موريت President of the Council of Ministers ‏.

### انتهاء فترة المنصب
- 12 يناير – ألفارو دي فيجويرا وتورس Minister of Development of Spain  [لغات أخرى]‏،.
- 23 يونيو – رايموندو فرنانديز فيلافيردي President of the Council of Ministers ‏.

## مواليد

### يناير
- 1 يناير – نارسيس دي كريراس
- 6 يناير – بالتاسار ألبينيز لاعب كرة قدم.

### فبراير
- 12 فبراير – فيديريكا مونتسيني

### مايو
- 7 مايو – بيدرو سولي لاعب كرة قدم إسباني.

### يونيو
- 4 يونيو – إميليو غارسيا غوميز

### يوليو
- 17 يوليو – خاسينتو كينكوسيس لاعب كرة قدم إسباني.

### سبتمبر
- 24 سبتمبر – سيفيرو أوتشوا طبيب إسباني.

### أكتوبر
- 16 أكتوبر – فيسنتي ترويبا درّاج طريق إسباني.

### ديسمبر
- 8 ديسمبر – خوان هيلاريو ماريرو لاعب كرة قدم إسباني.

## وفيات

### أبريل
- 18 أبريل – خوان باليرا (مواليد 1824) دبلوماسي إسباني.

### مايو
- 29 مايو – فرانسيسكو سيلفيلا (مواليد 1843) سياسي إسباني.

### يوليو
- 15 يوليو – رايموندو فرنانديز فيلافيردي (مواليد 1848) سياسي إسباني.